# モーリス・ド・ヴラマンク
モーリス（モリス）・ド・ヴラマンク（Maurice de Vlaminck 発音例, 1876年4月4日 - 1958年10月11日）は、フォーヴィスム（野獣派）に分類される19世紀末～20世紀のフランスの画家、文筆家。

## 生涯
1876年、パリで音楽教師の子として生まれるが、16歳の時には家を飛び出してシャトゥーに住んだ。18歳の時に結婚し、自転車選手をしたり、オーケストラでバイオリンを弾いたりして生計を立てていた。
ヴラマンクは、徹底した自由主義者で、自分の才能以外の何ものも信じず、何ごとにも束縛されたり、服従することを嫌った。こうした性格から、絵画についてもあらゆる伝統や教育を拒否し、少年時代に多少絵の手ほどきを受けた程度で、ほとんど独学であった。
1900年、シャトゥー出身の画家、アンドレ・ドランと偶然知り合って意気投合し、共同でアトリエを構える。1901年には、パリのベルネーム・ジュヌ画廊で開かれていたゴッホ展を見に行き、そこでドランを通じてアンリ・マティスに紹介されている。
第一次世界大戦で兵役に着き、復員後はパリ郊外に拠点を移し、自身の住む村や周辺の町の風景画、静物画を多く描いた。
また文筆家としても執筆活動を行い、亡くなる2年前には家族宛てに遺言を残している。

## 作品の特徴
あらゆる伝統を拒否し、自分の才能だけを信じたヴラマンクであったが、ファン・ゴッホにだけは少なからず影響を受けていることを画家自身が表明しており、作品からも影響がうかがわれる。ヴラマンクの絵は絵具チューブから絞り出した原色を塗りつけているように見えて、その画面には明るさよりは陰鬱さがただよっているのが特色である。第一次世界大戦後はフォーヴィスムから離れてポール・セザンヌを見出し、独自の道を歩み、色彩も一転して茶と白を基調とする暗めに移行した。

## 代表作
- 赤い木のある風景（1906－07）（パリ、ポンピドゥー・センター）
- The River Seine at Chatou (1906) （ニューヨーク、メトロポリタン美術館）
- Barges on the Seine (Bateaux sur la Seine), oil on canvas, 81 x 100 cm, (1905-06) （モスクワ、プーシキン美術館）
- Town on the Bank of a Lake, oil on canvas, 81.3 x 100.3 cm, (c.1909)（サンクトペテルブルク、エルミタージュ美術館）
- Village, oil on canvas, 73.7 x 92.1 cm, (c.1912)（シカゴ美術館）

## 余談
黒澤明の映画『醜聞』では、バイクに乗って風景画を書く主人公の青江一郎（三船敏郎）が、美術雑誌で「ヴラマンクの真似をしているとかなんとか」と書かれた、という形でこの画家に言及されている。